# 西埃拉布蘭卡 (德克薩斯州)
西埃拉布蘭卡（英語：Sierra Blanca）是一個位於美國德克薩斯州哈得斯佩斯縣的城市。根據2010年美國人口普查，該地共人口553人，而該地的面積約為12.40平方千米。同時該地也是哈得斯佩斯縣的縣治。

## 地理
西埃拉布蘭卡的座標為31°10′55″N 105°20′27″W / 31.18194°N 105.34083°W，而該地的平均海拔高度為1380米（即4528英尺）。